# Sölve
Sölve (... – VI secolo) è stato un re del mare che conquistò la Svezia uccidendo il re  Eysteinn. Le fonti sono discordi sulla sua provenienza.

## HeimskringlaeHistoria Norwegiae
Nella Ynglinga saga Sölve appare come figlio di Högni di Nærøy, perciò di origine norvegese, mentre nella Historia Norvegiæ viene definito un Goto. Sölve saccheggiò in lungo e largo il Mar Baltico, fino a quando arrivò a Lofond (forse Lovön) dove il re svedese Eysteinn era invitato a una festa. Sölve incendiò la sala ed Eysteinn morì insieme ai suoi uomini. Sölve, recatosi a Sigtuna, impose agli Svedesi di accettarlo come re, ma essi rifiutarono. Allora Sölve combatté gli Svedesi in una battaglia di undici giorni, fino a quando li sconfisse. Regnò per alcuni anni, fino a che gli Svedesi si ribellarono e lo uccisero. 
Il suo successore fu Ingvarr, della casa di Yngling.
Questo racconto è assente dalla Historia Norvegiæ, dove si dice soltanto che Sölve bruciò la sala di Eysteinn uccidendolo.

## Hálfs saga ok Hálfsrekka
In questa saga del XIV secolo, Sölvi era figlio di Högni il Ricco di Nærøy e suo cognato Hjörleifr re di Hordaland e Rogaland. Dopo che Hjörleifr ebbe ucciso Hreiðar, re di Selandia, nominò Sölvi conte (jarl) di quella regione. Successivamente, Sölvi non è più jarl di Selandia ma re di Svezia, senza che si diano altre informazioni su di lui.